# Christian-Brandt Coester
Christian-Brandt Coester (13 de Novembro de 1919 - 28 de Novembro de 1943) foi um comandante de U-Boot que serviu na Kriegsmarine durante a Segunda Guerra Mundial.